# Theodor Svedberg
Theodor H.E. Svedberg (The Svedberg) (ur. 30 sierpnia 1884 w Valbo koło Gävle, zm. 25 lutego 1971 w Kopparberg) – szwedzki profesor chemii fizycznej Uniwersytetu w Uppsali (1912–1949) i Instytucie Chemii Jądrowej w Uppsali (od 1949), laureat Nagrody Nobla w dziedzinie chemii w 1926 za prace nad układami rozproszonymi.
Prowadził prace badawcze w dziedzinie chemii koloidów. Potwierdził doświadczalnie teorię ruchów Browna Einsteina i Smoluchowskiego. Oznaczył współczynnik dyfuzji w roztworach koloidalnych (1909). Opracował ultramikroskopową technikę elektroforezy (1919). Skonstruował ultrawirówkę (1922) i stworzył podstawy jej zastosowania do oznaczeń średnich mas cząsteczkowych polimerów.
Był członkiem Royal Society, National Academy of Sciences i innych stowarzyszeń naukowych, od roku 1935 również członkiem honorowym Polskiego Towarzystwa Chemicznego.
Jest autorem książek:
- 1909 – Methoden zur Herstellung Kolloider Lösungen Anorganischer Stoffe (ang. Methods for Preparing Colloidal Solutions of Inorganic Substances)
- 1912 – Die Existenz der Moleküle (ang. The Existence of Molecules)
- 1914 – Kolloid-Chemie (ang. Colloid Chemistry)
- 1915 – Arbetets Dekadens (ang. Work Decadence)
- 1918 – Forskning och Industri (ang. Research and Industry)
- 1921 – Die Bildung von Kolloiden (ang. The Formation of Colloids)
- 1940 – The Ultracentrifuge (współautor: Kai Pederson)